# Acyduria 3-metyloglutakonowa
Acyduria 3-metyloglutakonowa, inaczej kwasica 3-metyloglutakonowa, skrót MGA – niejednorodna grupa rzadkich,
genetycznie uwarunkowanych zaburzeń metabolicznych (wrodzone błędy metabolizmu), które charakteryzują się zwiększonym wydalaniem kwasu 3-metyloglutakonowego, a w niektórych przypadkach też 3-metyloglutarowego w moczu.
Tylko acyduria 3-metyloglutakonowa typu I jest związana z wrodzonym błędem metabolizmmu aminokwasu leucyny, pozostałe typy tego schorzenia są związane z innym rodzajem defektu mitochondrialnego utleniania. 

Wzór strukturalny kwasu 3-metyloglutakonowego

## Podział
| Typ     | OMIM   | Gen     | Locus    | Synonimy/Opis | Genetyka |
| ------- | ------ | ------- | -------- | --- | --- |
| Typ I   | 250950 | AUH     | 9q22.31  | Acyduria 3-metyloglutakonowa typu I, niedobór hydratazy 3-metyloglutakonylo-CoA, MGA typu 1,niedobór hydratazy 3MG-CoA | Mutacje genu AUH są przyczyną 3-metyloglutakonowej acydurii typu I. Ten gen koduje enzym hydratazę 3-metyloglutakonylo-CoA, biorący udział w metabolizmie aminokwasu leucyny, w mitochondriach w procesie generowania energii. Niedobór tego enzymu skutkuje gromadzeniem się kwasu 3-metyloglutakonowego i wydalania go z moczem. Naukowcy sądzą, że inne geny lub czynniki środowiskowe mogą mieć wpływ na rozwój tego schorzenia. |
| Typ II  | 302060 | TAZ     | Xq28     | Zespół Bartha (BTHS), acyduria 3-metyloglutakonowa typu II lub zespół kardiomiopatia-neutropenia                       | Mutacje genu TAZ są przyczyną acydurii 3-metyloglutakonowej typu II (zespołu Bartha). Ten gen koduje enzym tafazynę, który odgrywa bardzo ważną rolę w kształtowaniu budowy fosfolipidu kardiolipiny, w wewnętrznej błonie mitochondriów. Defekt tafazyny pociąga za sobą zaburzenia budowy i funkcji mitochondriów, które prowadzą do uszkodzenia serca, mięśni i innych zmian patologicznych.                                      |
| Typ III | 258501 | OPA3    | 19q13.32 | Zespół Costeffa, acyduria 3-metyloglutakonowa typu III                                                                 | Mutacje OPA3 genu są przyczyną acydurii 3-metyloglutakonowej typu III. |
| Typ IV  | 250951 | ?       | ?        | Acyduria 3-metyloglutakonowa typu IV                                                                                   | |
| Typ V   | 610198 | DNAJC19 | 3q26.33  | Acyduria 3-metyloglutakonowa typu V, zespół kardiomiopatia rozstrzeniowa-ataksja, DCMA, MGA typu 5, MGA5               | Fenotypowo ta acyduria charakteryzuje się kardiomiopatią rozstrzeniową o ciężkim przebiegu i wczesnymi objawami (przed upływem trzech lat) z zaburzeniami przewodzenia (zespół długiego QT), ataksją móżdżkową, dysgenezją jąder i acydurią 3-metyloglutakonową. |